# Serviço Olímpico de Transmissão
Olympic Broadcasting Services (abreviado como OBS, em português conhecido como Serviço Olímpico de Transmissão) é um órgão do Comitê Olímpico Internacional, criado em 2001 para ser o responsável por fornecer as imagens dos  Jogos Olímpicos, Jogos Paraolímpicos, Jogos Olímpicos de Inverno e Jogos Olímpicos da Juventude para as detentoras dos direitos de radiodifusão, mantendo os padrões de transmissão olímpico entre uma edição e a próxima. Sua sede está localizada em Madrid, Espanha. 

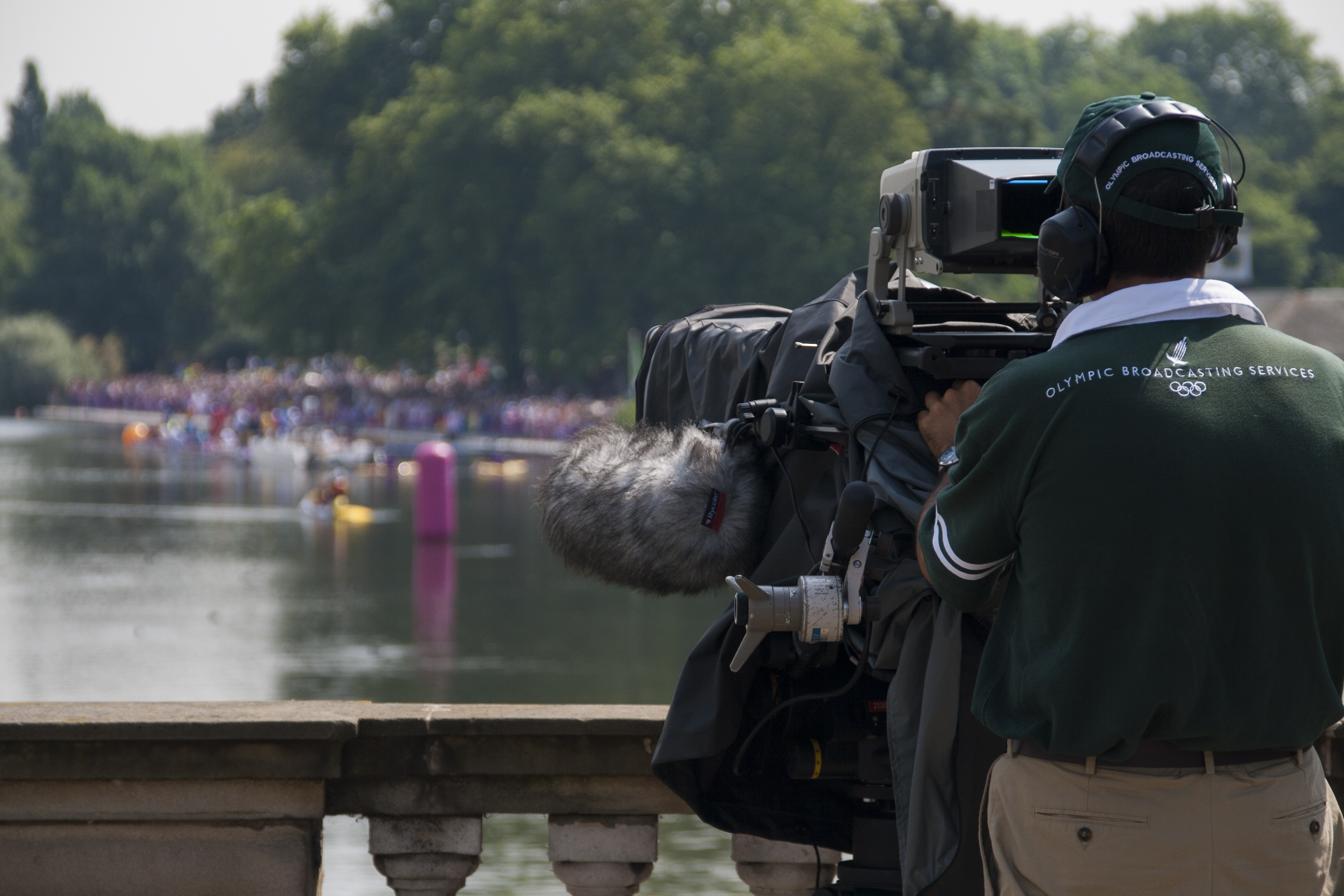
Um cinegrafista do Serviço Olímpico de Transmissão cobrindo os homens a 10 km de maratona de natação no Jogos Olímpicos de 2012

## Função
A OBS é responsável por entregar as imagens e sons dos Jogos Olímpicos e Paraolímpicos a bilhões de telespectadores em todo o mundo. Produz e transmite cobertura imparcial de rádio e televisão ao vivo de todos os esportes em cada local. Esse conteúdo é chamado de Sinal Internacional ou World Feed e é distribuído como um serviço a todas as organizações de transmissão que adquiriram os direitos de televisão e rádio dos Jogos (conhecidos como Propriedade de Direitos de Radiodifusões, ou Rights Holding Broadcasters [RHBs]).
Em colaboração com o Comitê Organizador Local, a OBS supervisiona o desenvolvimento das infraestruturas necessárias (incluindo o Centro Internacional de Transmissão [International Broadcast Centre, em inglês] que serve como a base primária da operação de transmissão para a OBS e os RHBs durante os Jogos) e instalações nas diferentes Olimpíadas locais para garantir o sucesso da produção de transmissão dos Jogos. A OBS também oferece serviços, equipamentos e suprimentos adicionais para os RHBs para ajudá-los a produzir sua produção unilateral.

## História
Sua primeira operação foi nos jogos Olímpicos de 2008 em Pequim. Anteriormente, a responsabilidade pelas emissões de rádio e televisão era confiada à comissão organizadora do evento ou a outras empresas de comunicação, devendo reconstruir a operação de radiodifusão a cada edição.

### Pequim 2008
Suas operações começaram com os Jogos Olímpicos de 2008 em Pequim, onde a Beijing Olympic Broadcasting, uma joint venture entre a OBS e o Comitê Organizador de Pequim, atuou como consórcio anfitrião de transmissão e a rede de televisão estatal, Central Television of China (CCTV), é uma das as emissoras nacionais anfitriã dos jogos.
As imagens foram transmitidas sob a direção de Manolo Romero para um total de 200 canais nacionais. Construído a partir do Centro Internacional de Transmissão, onde ficavam quase todos os estúdios de televisão que transmitem o evento, com cerca de 80.000 m².
No Brasil, as transmissões foram realizadas pelas Redes Globo e Bandeirantes na TV aberta, pelos canais SporTV, ESPN e BandSports na TV por assinatura, e pelo portal Terra na internet.

### Vancouver 2010

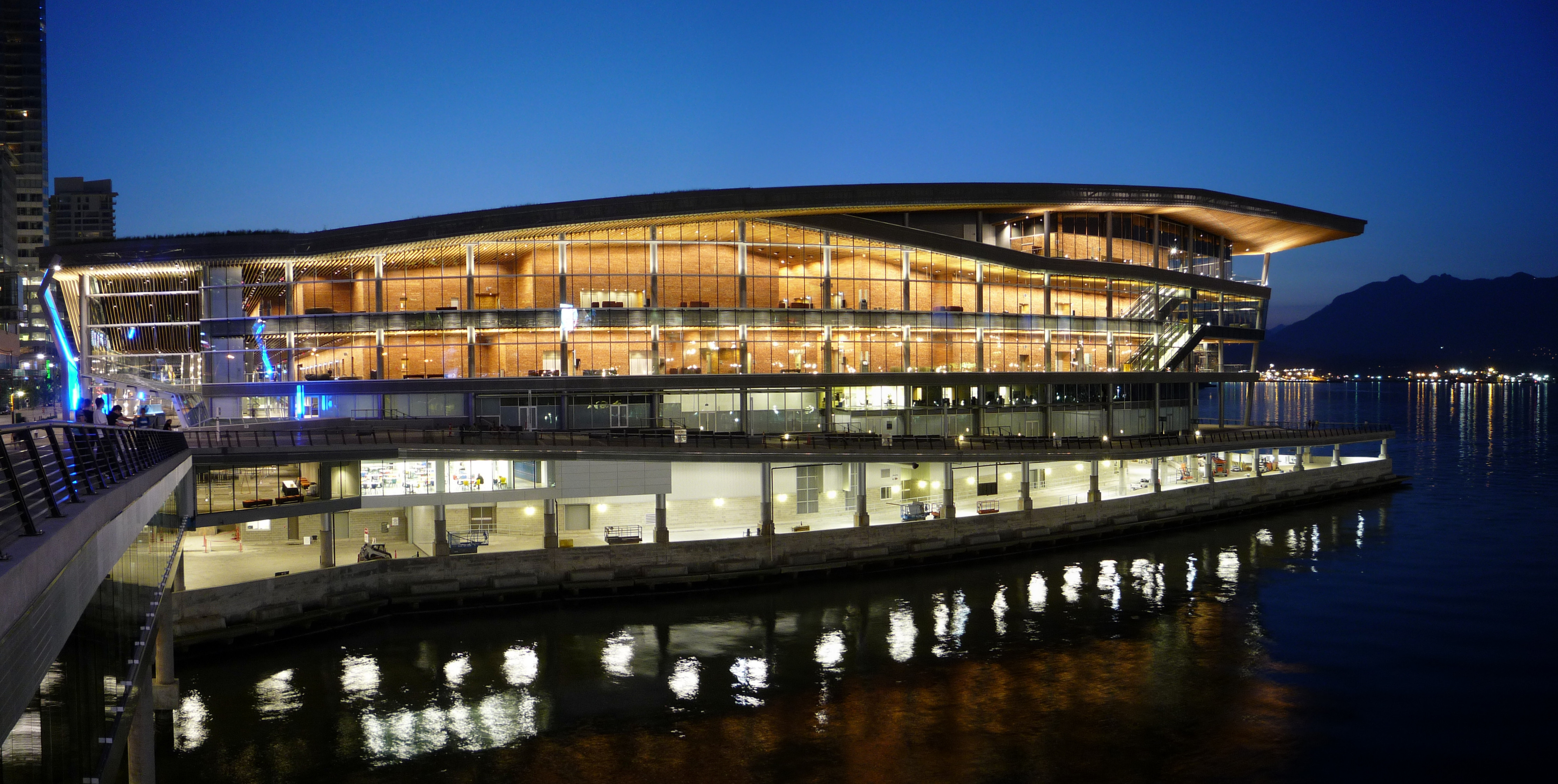
Os edifícios do Centro de Convenções de Vancouver abrigam o Centro de Mídia Principal durante os Jogos.

As Olimpíadas de Inverno de 2010 em Vancouver foram os primeiros jogos em que a OBS foi a única produtora do material fotográfico. Para tanto, a OBS fundou em dezembro de 2006 a Olympic Broadcasting Services Vancouver (OBSV). Esta suborganização sob a direção de Nancy Lee e Manolo Romero foi responsável não só pela produção de imagens, mas também pela construção e manutenção do Vancouver International Broadcast Centre. Eram cerca de 20.000 m², sendo um local de trabalho para aproximadamente 4.000 pessoas. As Olímpiadas de 2010 marcaram os primeiros Jogos em que as instalações de transmissão anfitriã foram fornecidas exclusivamente pela OBS.
No Brasil, as transmissões foram realizadas pelos canais do Grupo Record na TV aberta (RecordTV e Record News) e pelos canais SporTV na TV por assinatura.

### Londres 2012

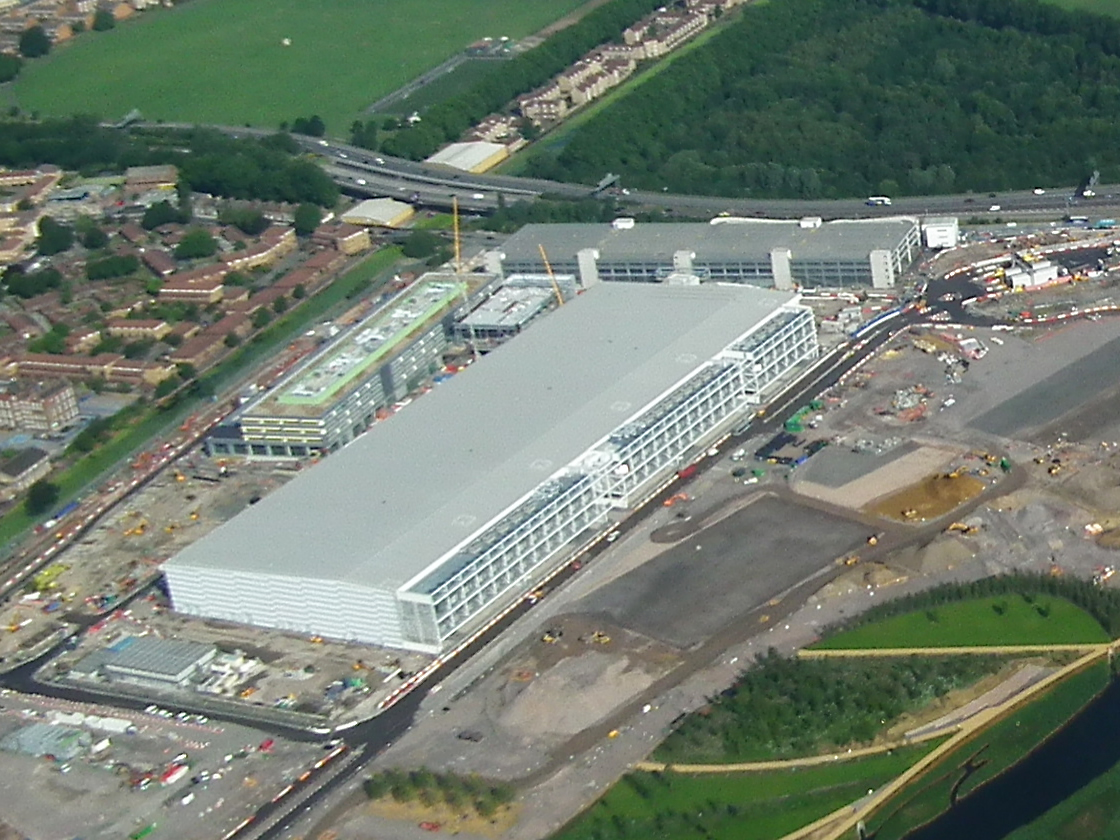
O Centro Internacional de Transmissão em junho de 2011.

Os Jogos Olímpicos de 2012 foram transmitidos pela OBS. Mais de 5.600 horas de esportes ao vivo, cerimônias e conteúdo do Olympic News Channel foram distribuídas para as emissoras que adquiriram os direitos de transmissão. A OBS empregou mais de 1.000 câmeras HD, incluindo 40 câmeras High Super Slow Motion e outros equipamentos especializados inovadores, como câmeras 3D, câmeras Super High Vision e a câmera de cabo mais longa do mundo, que se estendeu por 2.340 m no local do Remo do início ao fim.
No Brasil, as transmissões foram realizadas pelos canais do Grupo Record na TV aberta (RecordTV e Record News), pelos canais SporTV, ESPN e  BandSports na TV por assinatura, e pelos portais Terra e R7 na internet.

### Sochi 2014
As Olimpíadas de Inverno de 2014 representaram a maior operação de transmissão da história para os Jogos de Inverno. A OBS implantou mais de 450 câmeras, incluindo 12 sistemas de cablagem, 31 câmeras de alta velocidade lenta (HSSM) e um multicóptero / drone usado pela primeira vez, para produzir mais de 1300 horas de televisão.
No total, 464 canais de televisão transmitiram os Jogos de Sochi, quase o dobro do número de Vancouver, e mais plataformas digitais ofereceram cobertura do que em qualquer Jogos de Inverno anteriores, com 155 sites e 75 aplicativos mostrando eventos ao vivo da Rússia.
Graças ao aumento do número de canais e plataformas digitais para Sochi 2014, houve mais horas transmitidas globalmente do que quaisquer Jogos de Inverno anteriores, com mais de 100.000 horas transmitidas em todo o mundo, em comparação com 57.000 para Vancouver 2010.
Pela primeira vez na história olímpica, a cobertura digital excedeu as transmissões de televisão tradicionais, com 60.000 horas disponíveis em plataformas digitais, em comparação com 42.000 horas na televisão. Esses foram os primeiros Jogos Olímpicos predominantemente digitais e o OBS ajudou a alimentar o aumento significativo da cobertura digital ao lançar, pela primeira vez em Sochi, o Player de Vídeo Olímpico (OVP). Disponível em 95 países, o OVP fornecia dados totalmente integrados, um canal de notícias, streams ao vivo e vídeo sob demanda.
No Brasil, assim como em 2010, as transmissões foram realizadas pelos canais do Grupo Record na TV aberta (RecordTV e Record News) e pelos canais SporTV na TV por assinatura.

### Rio 2016
O Rio 2016 representou a maior cobertura televisiva de todos os Jogos Olímpicos anteriores, com quase 350.000 horas totais transmitidas globalmente, superando em muito as 200.000 horas que foram transmitidas para os Jogos de Londres 2012. Além disso, a cobertura foi veiculada em mais plataformas do que nunca, já que mais de 500 canais de televisão e 250 canais digitais transmitiram os Jogos Olímpicos ao redor do mundo.
O número de horas de cobertura disponíveis nas plataformas digitais quase dobrou em relação ao da televisão tradicional, representando mais de duas vezes e meia o que foi alcançado em Londres 2012 (218.000 horas versus 81.500 horas), marcando um marco na história da transmissão olímpica.

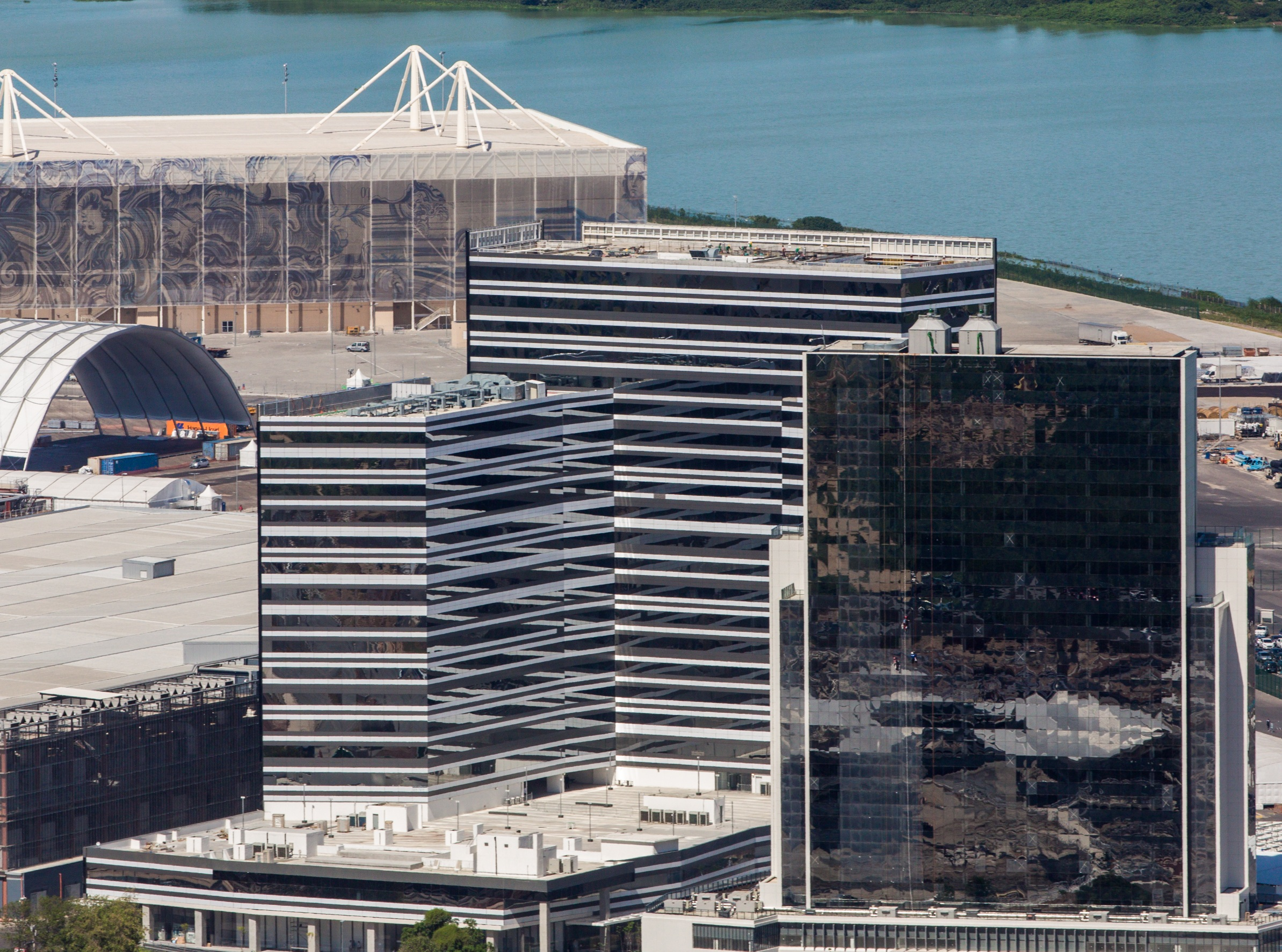
Centro Internacional de Transmissão, ao lado do Centro Principal de Mídia e do Hotel de Mídia, no Parque Olímpico.

Representando a maior operação de transmissão até o momento, o Rio de Janeiro envolveu mais de 7.200 funcionários da OBS. Além disso, tendo desenvolvido um plano de produção para cobrir todos os 28 esportes olímpicos, incluindo as novas adições Golf e Rugby Sevens, a OBS utilizou mais de 1.000 câmeras para a cobertura dos Jogos de 2016.
O Rio também marcou a primeira vez que o conteúdo olímpico estava disponível em Realidade Virtual (RV). No geral, a OBS produziu mais de 85 horas de cobertura de RV ao vivo, capturadas por sistemas de câmera de 360 graus desenvolvidos sob medida, para um total de 14 organizações de RHB, representando 31 territórios.
A OBS e a titular de direitos japoneses NHK continuaram colaborando com a tecnologia 4K / 8K Hi-Vision Super (SHV) e produziram aproximadamente 100 horas de cobertura ao vivo para os Jogos do Rio, com som surround de 22 canais.
No Brasil, as transmissões foram realizadas pelos canais do Grupo Record (RecordTV e Record News) e pelas Redes Globo e Bandeirantes na TV aberta, pelos canais SporTV, ESPN, Fox Sports e BandSports na TV por assinatura, e pelo portal globoesporte.com na internet.

### Pyeongchang 2018
As Olimpíadas de Inverno de 2018 entregaram um maior número de conteúdo, em mais formatos, por meio de mais canais do que em nenhuma outra Olimpíada de Inverno. Novas iniciativas incluíram a plataforma de entrega de conteúdo de formato curto baseada em nuvem Content + e 4K Ultra High Definition nativo, enquanto ofertas existentes, como nossas soluções de conteúdo digital e a cobertura de realidade virtual ao vivo foi expandida e aprimorada. 
No Brasil, as transmissões foram realizadas pelos canais do Grupo Globo, com a Rede Globo na TV aberta e os canais SporTV na TV por assinatura. 

### Tóquio 2020

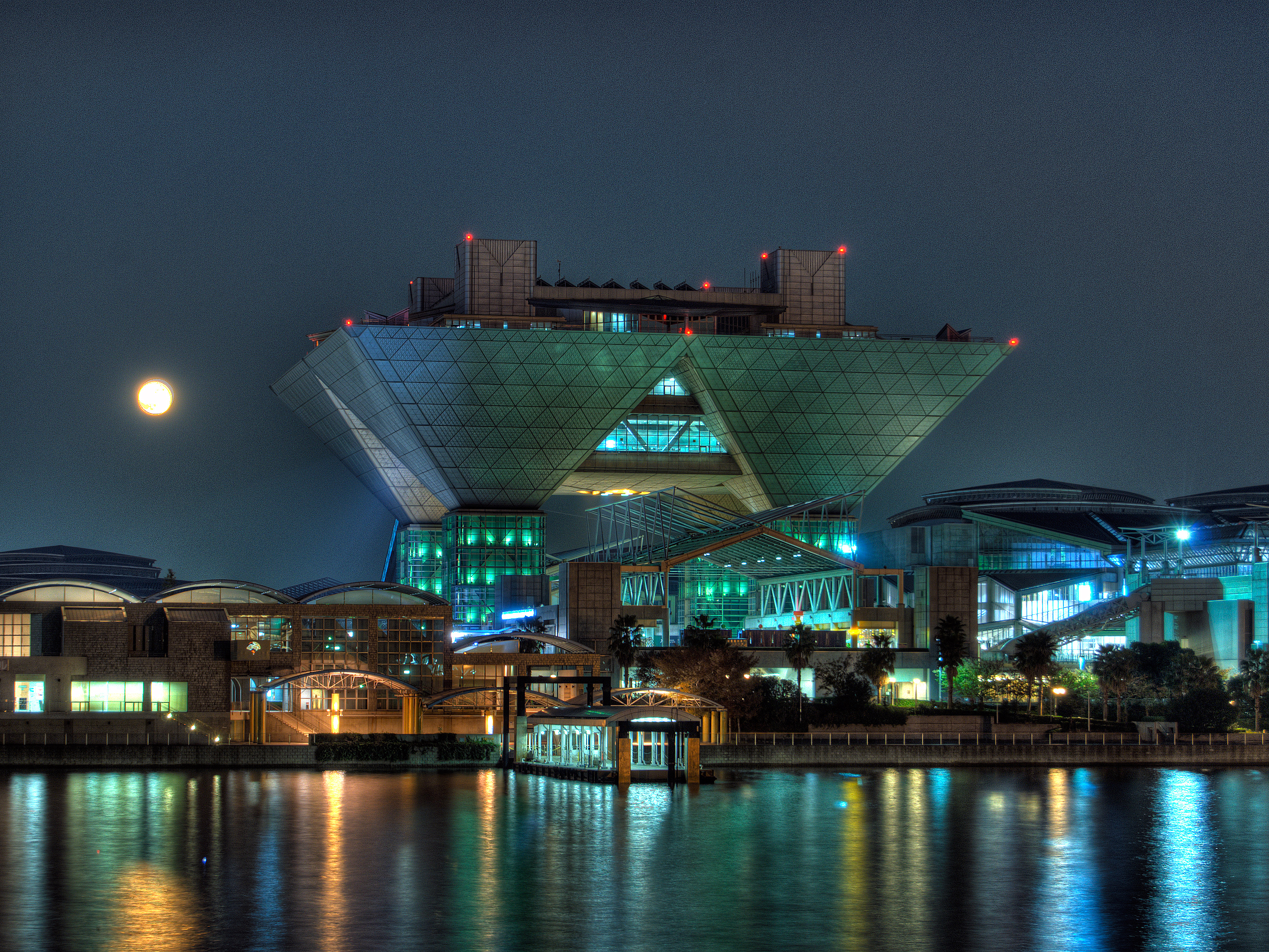
Vista noturna do Centro de Exibição Internacional de Tóquio, utilizado centro de transmissão principal e centro de imprensa nos Jogos Olímpicos de 2020.

Os Jogos Olímpicos de 2020 ocorreram no ano de 2021 devido à pandemia de COVID-19. Nos Jogos de Tóquio, a OBS expandiu os limites da transmissão olímpica, produzindo 30 por cento mais conteúdo do que no Rio 2016, em mais formatos, para ajudar as emissoras parceiras ao redor do Mundo a levar os Jogos para mais dispositivos e plataformas, e por meio de mais canais do que nunca antes feito.
Tóquio também demonstrou como os avanços na tecnologia podem agregar valor à narrativa, ao mesmo tempo que oferecem a melhor experiência de visualização. OBS liderou uma significativa transição tecnológica de Alta Definição (HD) para Ultra Alta Definição (UHD) de Alta Faixa Dinâmica (HDR), levando os espectadores para mais próximo dos atletas do que nunca.
No Brasil, as transmissões foram realizadas pela Rede Globo na TV aberta, pelos canais SporTV e BandSports na TV por assinatura, e pelo serviço de streaming Globoplay na internet.

## Programa de treinamento

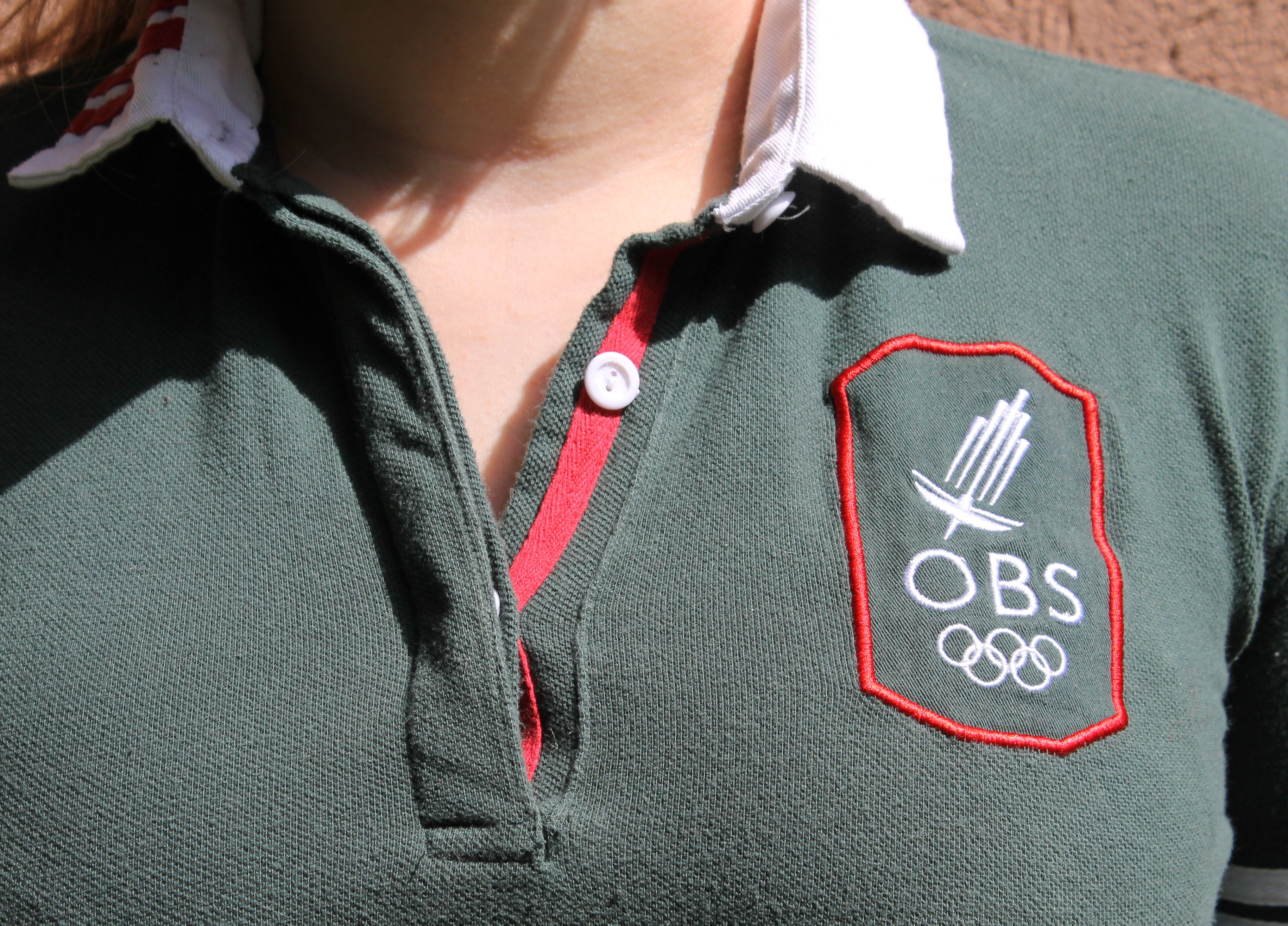
Roupa de aluno da OBS no programa de treinamento das Olimpíadas de 2012 em Londres.

Desde os Jogos Olímpicos de 2010, a OBS organiza um programa de treinamento pré-Jogos para estudantes nas áreas de mídia e radiodifusão. O objetivo é que os participantes, em colaboração com profissionais experientes, possam adquirir experiência prática e fazer uma boa transição para essas profissões na mídia. Para tanto, são realizados workshops todos os anos para as diferentes tarefas antes dos Jogos. As áreas de responsabilidade incluem:  
- Arquivos Olímpicos (Arquivo Assistente)
- Assistente de som (assistente de áudio)
- Gestão Financeira (Assistente Financeiro)
- Câmera assistente
- Notificação Eletrônica
- Edição de vídeo (Video Logger)
- Produção (assistente de produção)

Em particular, os alunos bem-sucedidos têm então a possibilidade de serem levados pela OBS e de participar na produção das transmissões durante os Jogos.